# Рафаел Фернандіш
Рафае́л Тава́ріш Го́міш Ферна́ндіш (порт. Rafael Tavares Gomes Fernandes; нар. 22 червня 2002, Сетубал) — португальський футболіст, захисник французького клубу «Лілль».

## Клубна кар'єра
Вихованець лісабонського «Спортінга», до академії якого приєднався 2010 року. 1 листопада 2019 року підписав зі «Спортінгом» свій перший професіональний контракт. 13 серпня 2021 року в матчі проти «Реал Келуш» дебютував за деблюючий склад. 12 грудня 2021 року в поєдинку проти того ж «Реал Келуш» забив свій перший гол за клуб.
Влітку 2022 року підписав трирічний контракт з «Арокою». 5 серпня дебютував за нову команду в матчі португальської Прімейра-ліги проти «Бенфіки», замінивши Рафу Мухіку.
31 січня 2024 року перейшов у французький клуб «Лілль», підписавши контракт на 4,5 роки. Сума трансферу становила близько 3 млн євро. Одразу після переходу почав виступати за молодіжну команду клубу в чемпіонаті Насьйональ 3.
18 січня 2025 року на правах оренди перейшов у шотландський «Рейнджерс» до кінця сезону. 2 лютого 2025 року дебютував за нову команду в матчі шотландського Прем'єршипу проти «Росс Каунті», замінивши Клінтона Нсіалу.

## Кар'єра в збірній
Виступав за збірні Португалії до 18, до 20 і до 21 року

## Статистика виступів
Станом на 13 квітня 2025
| Клуб              | Сезон             | Чемпіонат         | Чемпіонат | Чемпіонат | Кубок | Кубок | Кубок ліги | Кубок ліги | Єврокубки | Єврокубки | Інші  | Інші | Всього | Всього |
| Клуб              | Сезон             | Дивізіон          | Матчі     | Голи      | Матчі | Голи  | Матчі      | Голи       | Матчі     | Голи      | Матчі | Голи | Матчі  | Голи   |
| ----------------- | ----------------- | ----------------- | --------- | --------- | ----- | ----- | ---------- | ---------- | --------- | --------- | ----- | ---- | ------ | ------ |
| Спортінг Б        | 2021–22           | Третя ліга        | 2         | 0         | —     | —     | —          | —          | —         | —         | —     | —    | 2      | 0      |
| Арока             | 2022–23           | Прімейра-ліга     | 2         | 0         | 0     | 0     | 1          | 0          | —         | —         | 0     | 0    | 3      | 0      |
| Арока             | 2023–24           | Прімейра-ліга     | 11        | 0         | 0     | 0     | 3          | 0          | —         | —         | 0     | 0    | 14     | 0      |
| Арока             | Всього            | Всього            | 13        | 0         | 0     | 0     | 4          | 0          | 0         | 0         | 0     | 0    | 17     | 0      |
| Лілль Б           | 2023–24           | Насьйональ 3      | 2         | 0         | 0     | 0     | —          | —          | —         | —         | 0     | 0    | 2      | 0      |
| Лілль Б           | 2024–25           | Насьйональ 3      | 3         | 0         | 0     | 0     | —          | —          | —         | —         | 0     | 0    | 3      | 0      |
| Лілль Б           | Всього            | Всього            | 5         | 0         | 0     | 0     | 0          | 0          | 0         | 0         | 0     | 0    | 5      | 0      |
| → Рейнджерс       | 2024–25           | Прем'єршип        | 3         | 0         | 1     | 0     | —          | —          | 0         | 0         | 0     | 0    | 4      | 0      |
| Всього за кар'єру | Всього за кар'єру | Всього за кар'єру | 23        | 0         | 1     | 0     | 4          | 0          | 0         | 0         | 0     | 0    | 28     | 0      |